# だいせつ
だいせつは、太平洋沿海フェリーが運航していたフェリー。後に東日本フェリーに売却され、ばるな（初代）となった。

## 概要
1974年9月20日いしかり（初代）に続いて内海造船瀬戸田工場で起工開始され第388番線として建造された。
1975年3月に進水の後、1975年6月に名古屋　- 仙台 - 苫小牧航路に就航した。
1978年4月に船体延長工事を実施、1982年に太平洋フェリーへの営業譲渡に伴い同社へ継承された。
その後業務提携先の東日本フェリーへ大洗航路開設に向け譲渡される形となり、1985年1月に売却さればるな（初代）に改名。塗装の変更や船内のリニューアル、右舷船首部への折りたたみ式ランプウェイ設置といった改造工事の後、同年3月4日に室蘭港に試験寄港、3月16日に大洗 - 室蘭航路に就航、室蘭発の便を第1便とした。
船名はインド神話の宇宙一切の秩序を司り水運の神とも崇められる神「ヴァルナ」から名付けられた。
1987年に2代目「ばるな」の就航に伴いギリシャのen:ANEK LINESに売却され、Latoと改名、1989年まで客室を増設するなど大規模な改装工事を受けた。パトラ〜イグメニッツァ〜コルフ〜アンコーナ航路に就航、その後、1997年以降はピレウス〜ハニア航路を中心に運航された。
2014年にベラマで係船された後、2014年リビア内戦における救助作戦のため一時用船された。
2015年からしばらくキノソウラでの係船の後、2018年6月にトルコのアリアガにスクラップとして売却された。
回航の際、船名はLATOからTALATONに変更され、主機関故障より自力航海できない為、タグボートによる曳航により回航され、トルコのアリアガ船舶解体ヤードで解体された。

## 設計
全通船楼二層甲板型の自動車航送旅客船である。
太平洋沿海フェリー時代の船体延長工事では、船体を12.5メートル延長して車両搭載能力を強化した。この改造により車両搭載面積は約6パーセント増加、8トントラック14台が新たに搭載可能となったがこの船体延長工事には無理があり、定検時に溶接箇所にクラックが見つかることあった
東日本フェリー売却後は、右舷船首部に折りたたみ式ランプウェイを新設、内装の一部リニューアルが行われている。

## 船内
トラックの搭載能力を重視した船型ながら、2層建て展望室、和風レストラン、当時としては比較的珍しい展望浴室など旅客設備も充実していた。船室・設備のデータは東日本フェリー「ばるな」時代のものである。

### 船室
- 特等特別室（2名）
- 特等室（80名）
- 1等室（124名）
- 特2等室（120名）
- 2等室（195名）
- ドライバーズルーム（86名）

### 設備
- 売店・案内所
- 展望室「シーロンジ」
- スナック
- レストラン
- 和風レストラン
- 展望大浴場・サウナ室
- ゲームコーナー